# Анагрелід
Анагрелід (лат. Anagrelidum, англ. Anagrelide) — синтетичний лікарський препарат, що належить до групи інгібіторів фосфодіестерази, який застосовується перорально. Початково анагрелід застосовувався як антиагрегант для попередження тромбозів та зменшення агрегації тромбоцитів, і лише випадково, в кінці 80-х років ХХ століття, встановлено, що він має здатність знижувати кількість тромбоцитів при тромбоцитозі. У 1997 році анагрелід схвалений FDA як засіб для лікування есенціального тромбоцитозу.

## Фармакологічні властивості
Анагрелід — синтетичний препарат, що належить до групи інгібіторів фосфодіестерази. Механізм дії препарату до кінця точно не встановлений. Анагрелід знижує агрегацію тромбоцитів унаслідок пригнічення ним ферменту тромбоцитів фосфодіестерази. Механізм зниження кількості тромбоцитів унаслідок застосування анагреліду точно не встановлений, дані експериментальних досліджень вказують, що анагрелід уповільнює дозрівання мегакаріоцитів, при чому порушується постмітотична фаза їх розвитку, а також зменшуються їх розміри та їх плоїдність. Застосування анагреліду не пизводить до суттєвого зниження кількості лейкоцитів та еритроцитів, він також не впливає на показники загального аналізу сечі, при його застосуванні не змінюються показники гемодинаміки та не змінюється ЕКГ. Анагрелід застосовується переважно при есенціальній тромбоцитемії та симптоматичній тромбоцитемії у хворих із мієлопроліферативними захворюваннями, переважно у хворих, які погано переносять лікування іншими препаратами, в тому числі гідроксикарбамідом, проте швидкість настання ефекту анагреліду нижча, ніж при застосуванні гідроксикарбаміду. Експериментально препарат також застосовують для лікування хронічного мієлоцитарного лейкозу. Анагрелід дуже рідко застосовується як антиагрегант, оскільки дози для зниження агрегації тромбоцитів анагреліду значно вищі, ніж для зниження кількості тромбоцитів. При застосуванні анагреліду під час вагітності існує ризик народження дитини із вадами розвитку, самовільного переривання вагітності або народження мертвої дитини, хоча спостереження за кількома випадками вагітностей у жінок із есенціальним тромбоцитозом дають підстави говорити про низький ризик дії на плід анагреліду.

### Фармакокінетика
Анагрелід швидко та добре всмоктується після перорального застосування, біодоступність препарату становить 70—76 %. Максимальна концентрація препарату в крові досягається протягом 1 години після прийому препарату. Препарат проходить через плацентарний бар'єр, даних за виділілення в грудне молоко немає. Анагрелід метаболізується у печінці з утворенням 4 метаболітів, як активних, так і неактивних. Виводиться препарат переважно із сечею у вигляді метаболітів.. Період напіввиведення анагреліду становить 1,3 години, цей час може збільшуватися у хворих із порушенням функції печінки або нирок, а також при застосуванні препарату після прийому їжі.

## Покази до застосування
Анагрелід застосовують при есенціальній тромбоцитемії та симптоматичній тромбоцитемії у хворих із мієлопроліферативними захворюваннями.

## Побічна дія
При застосуванні анагреліду побічні ефекти спостерігаються нечасто, і вважаються неважкими. Найчастішими побічними ефектами при застосуанні препарату є:
- З боку шкірних покривів та алергічні реакції — часто шкірний висип, свербіж шкіри, гарячка; рідше сухість шкіри, алопеція, грипоподібний синдром, фотодерматоз.
- З боку нервової системи — часто головний біль, запаморочення; нечасто парестезії, безсоння, депресія, сплутаність свідомості, нервозність, амнезія, зниження чутливості; рідко сонливість, порушення координації рухів, мігрень, дизартрія, порушення зору, диплопія, шум у вухах, порушення мозкового кровообігу.
- З боку травної системи — часто нудота, блювання, діарея, метеоризм, біль у животі, сухість у роті; рідко диспепсія, панкреатит, запор, погіршення апетиту, кровоточивість ясен, шлунково-кишкові кровотечі, гастрит, коліт, гепатит.
- З боку серцево-судинної системи — аритмії, тахікардія, стенокардія, ортостатична артеріальна гіпотензія, артеріальна гіпертензія, інфаркт міокарду, кардіоміопатія, кардіомегалія, ексудативний перикардит, периферичні набряки, тромбози, лімфаденопатія.
- З боку опорно-рухової системи — нечасто біль у спині, м'язах або суглобах
- З боку сечостатевої системи — рідко імпотенція, ниркова недостатність, гематурія, ніктурія, нетримання сечі, тубулоінтерстиційний нефрит.
- З боку дихальної системи — нечасто задишка, носова кровотеча, пневмонія, ексудативний плеврит; рідко альвеоліт, легенева гіпертензія, інфільтрати у легенях.
- Інші побічні ефекти — збільшення або зменшення маси тіла, загальна слабкість.
- Зміни в лабораторних аналізах — анемія, тромбоцитопенія, панцитопенія, підвищення рівня креатиніну в крові, підвищення активності печінкових ферментів.

## Протипокази
Анагрелід протипоказаний при підвищеній чутливості до препарату, при гострих та загрозливих для життя ускладнень тромбоцитозу, важкій та помірній печінковій або нирковій недостатності, дітям у віці до 7 років. Препарат засосовується при вагітності та годуванні грудьми з обережністю.

## Форми випуску
Анагрелід випускається у вигляді желатинових капсул по 0,0005 та 0,001 г.